# Hoogboom Military Camp
El Hoogboom Military Camp va ser una instal·lació militar situada a Brasschaat, Bèlgica, situada 10 km al nord-est de la veïna Anvers. L'espai va acollir les proves de fossa olímpic i tir al cérvol del programa de tir dels Jocs Olímpics de 1920.